# Cistapion cyanescens
Cistapion cyanescens é uma espécie de insetos coleópteros polífagos pertencente à família Apionidae.
A autoridade científica da espécie é Gyllenhal, tendo sido descrita no ano de 1833.
Trata-se de uma espécie presente no território português.